# Kommission für Bildungsaustausch
Die Kommission für Bildungsaustausch e.V., kurz COINED, ist ein deutscher Verein mit Sitz in Hemmoor.
Der Verein hat Büros in Argentinien (Buenos Aires, Córdoba, Ushuaia, Bariloche und Mendoza), Spanien (Barcelona), Chile (Santiago de Chile) und Deutschland. Der nach eigenen Angaben gemeinnützige Verein will mit seinen Freiwilligendiensten einen Beitrag zur Verbesserung der Gesellschaft leisten, steht aktiv im Dienst der Völkerverständigung und setzt sich für sozial Benachteiligte ein. Die Basis für die Vereinsarbeit ist der gegenseitige Respekt zwischen Kulturen und Ländern, um neue Interaktionsmöglichkeiten zwischen Menschen entstehen zu lassen. Das international head office befindet sich in Santiago de Chile.
Die Organisation wurde 1971 in Cuxhaven gegründet. Ideengeber und Gründer waren ein deutscher Theologiestudent und ein argentinischer Literaturstudent, die sich in den USA kennengelernt hatten. Das anfängliche Kultur- und Bildungsaustauschprogramm für argentinische und deutsche Schüler wuchs schnell zu einer Nichtstaatlichen Organisation mit interkulturellen Programmen.

## Kinderpatenschaft in Argentinien
1991 wurde das Programm „Oportunidad Educativa“ entwickelt. Mit diesem Patenschaftsprogramm die Bildung und Erziehung mittelloser Kinder in Argentinien gefördert. Motivierte Kinder werden so schrittweise in eine Schule in Córdoba integriert und mit Lehrmaterial, Schuluniformen und sonstigen notwendigen Dingen für die Schule versorgt. Gleichzeitig beliefert der Verein die Familie zweimal im Monat mit den wichtigsten Grundnahrungsmitteln, hilft bei der Arbeitssuche und berät bei sonstigen Fragen. Außerdem wird für die medizinische Betreuung gesorgt und soziale Aktivitäten organisiert. 
Das Konzept basiert auf der Mithilfe freiwilliger Helfer im Land und finanzieller Unterstützung von Privatpersonen und Unternehmen. Die Paten können den Kontakt mit den Kindern suchen, und ihre Entwicklung so mitverfolgen.